# Giacinto Gigante

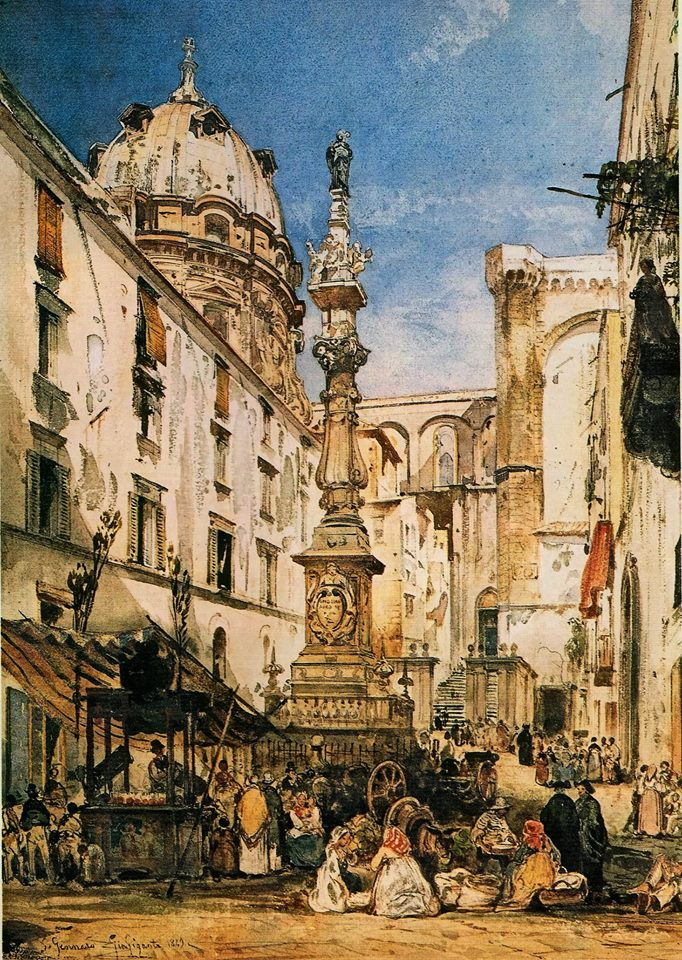
Piazzetta Riario Sforza, 1849

Giacinto Gigante (Nápoles, 10 de julio de 1806-Nápoles, 29 de noviembre de 1876) fue un pintor y grabador italiano, miembro de la Escuela de Posillipo. 

## Biografía
Nació en Nápoles en 1806, hijo del también pintor Gaetano Gigante y de Anna Maria Fatati. Fue discípulo de Jakob Wilhelm Hüber, un paisajista alemán de estilo academicista. Más tarde recibió la influencia de Anton Sminck van Pitloo, un pintor paisajista neerlandés establecido en Nápoles que sentó las bases de la que sería la llamada Escuela de Posillipo, un grupo de pintores paisajistas napolitanos de corte antiacadémico, entre los que destacaron Gigante, Filippo Palizzi y Domenico Morelli. Estos artistas mostraron una nueva preocupación por la luz en el paisaje, con un aspecto más veraz y alejado de los cánones clásicos, en el que cobran protagonismo los efectos resplandecientes. Inspirados en el vedutismo y la pintura pintoresca, solían pintar al natural, en composiciones en las que destaca el cromatismo aunque sin perder la solidez del dibujo.
En 1828 visitó en Roma una exposición del pintor inglés Joseph Mallord William Turner, por cuyo influjo evolucionó hacia un estilo más libre y original, con una visión de la naturaleza más directa y espontánea. Sus paisajes se volvieron más líricos y elegíacos, impregnados de un romanticismo de tono poético. Por otro lado, su obra denota un cierto esquematismo escenográfico, quizá derivado de su primer oficio como topógrafo.
Su obra se centró en el paisaje napolitano, principalmente de Sorrento, Afragola, Capri, Procida o Ischia. En el Museo de San Martino de Nápoles se conservan numerosas obras suyas, entre pinturas, dibujos, acuarelas y témperas. También tiene una sala dedicada en el Museo Correale de Sorrento.